# Science-Fiction-Jahr 1991
Übersicht

◄◄ | ◄ | 1987 | 1988 | 1989 | 1990 | Science-Fiction-Jahr 1991 | 1992 | 1993 | 1994 | 1995 | ► | ►►

Weitere Ereignisse